# Lepturges comptus
Lepturges comptus es una especie de escarabajo longicornio del género Lepturges, categorizada en la tribu Acanthocinini, de la subfamilia Lamiinae. Fue descrita por Melzer en 1930.

## Descripción
Mide 9,5-10,5 mm de longitud.

## Distribución
Se distribuye por Argentina, Bolivia, Brasil, Guayana Francesa, Paraguay y Perú.